# 7056 Kierkegaard
7056 Kierkegaard è un asteroide della fascia principale. Scoperto nel 1989, presenta un'orbita caratterizzata da un semiasse maggiore pari a 2,8098757 UA e da un'eccentricità di 0,0521711, inclinata di 5,25858° rispetto all'eclittica.